# شاشابوياس
شاشابوياس (بالإنجليزية: Chachapoyas, Peru)‏ هي مدينة، تتبع مقاطعة تشاشابوياس ‏، وإقليم أمازوناس، وChachapoyas District ‏، هي عاصمة إقليم أمازوناس، ومقاطعة تشاشابوياس ‏، وChachapoyas District ‏، بلغ عدد سكانها 29869  نسمة، تبلغ مساحتها 153.78 كيلومتر مربع، رمزها البريدي هو 477002.

## المناخ
يظهر الجدول التالي التغييرات المناخية على مدار السنة لشاشابوياس:
| البيانات المناخية لـشاشابوياس     | البيانات المناخية لـشاشابوياس | البيانات المناخية لـشاشابوياس | البيانات المناخية لـشاشابوياس | البيانات المناخية لـشاشابوياس | البيانات المناخية لـشاشابوياس | البيانات المناخية لـشاشابوياس | البيانات المناخية لـشاشابوياس | البيانات المناخية لـشاشابوياس | البيانات المناخية لـشاشابوياس | البيانات المناخية لـشاشابوياس | البيانات المناخية لـشاشابوياس | البيانات المناخية لـشاشابوياس | البيانات المناخية لـشاشابوياس |
| الشهر                             | يناير                         | فبراير                        | مارس                          | أبريل                         | مايو                          | يونيو                         | يوليو                         | أغسطس                         | سبتمبر                        | أكتوبر                        | نوفمبر                        | ديسمبر                        | المعدل السنوي                 |
| --------------------------------- | ----------------------------- | ----------------------------- | ----------------------------- | ----------------------------- | ----------------------------- | ----------------------------- | ----------------------------- | ----------------------------- | ----------------------------- | ----------------------------- | ----------------------------- | ----------------------------- | ----------------------------- |
| متوسط درجة الحرارة الكبرى °م (°ف) | 20.1 (68.2)                   | 19.7 (67.5)                   | 19.7 (67.5)                   | 19.9 (67.8)                   | 20.1 (68.2)                   | 19.6 (67.3)                   | 19.3 (66.7)                   | 19.8 (67.6)                   | 20.0 (68.0)                   | 20.4 (68.7)                   | 20.8 (69.4)                   | 20.7 (69.3)                   | 20.0 (68.0)                   |
| متوسط درجة الحرارة الصغرى °م (°ف) | 9.7 (49.5)                    | 9.9 (49.8)                    | 10.0 (50.0)                   | 9.9 (49.8)                    | 9.5 (49.1)                    | 8.6 (47.5)                    | 7.8 (46.0)                    | 7.9 (46.2)                    | 8.7 (47.7)                    | 9.6 (49.3)                    | 9.4 (48.9)                    | 9.5 (49.1)                    | 9.2 (48.6)                    |
| الهطول مم (إنش)                   | 86.6 (3.41)                   | 96.2 (3.79)                   | 121.2 (4.77)                  | 86.8 (3.42)                   | 43.5 (1.71)                   | 28.2 (1.11)                   | 18.6 (0.73)                   | 33.5 (1.32)                   | 48.3 (1.90)                   | 87.8 (3.46)                   | 86.6 (3.41)                   | 73.9 (2.91)                   | 811.2 (31.94)                 |
| المصدر: NOAA                      |                               |                               |                               |                               |                               |                               |                               |                               |                               |                               |                               |                               |                               |

## أعلام
- هرنان رينجيفو
- أوكتافيو أورتيز أريتا
- توريبيو رودريغيز دي مندوزا